# Lista över rollfigurer i Terminator
Följande artikel är en lista över rollfigurer i Terminator.

## Terminator
The Terminator är namnet på ett antal identiska rollfigurer i Terminator-serien. The Terminator finns med i alla fyra filmerna och spelas av Arnold Schwarzenegger, men i Terminator Salvation används enbart gamla inspelningar av Schwarzenegger.

### Bakgrund
The Terminator är en robot eller cyborg av typen T-800 modell 101 (ibland omnämnd som T-101), som har människohud med ett inre av metall. Han är massproducerad, och varje film handlar om en ny kopia av honom.

### Filmerna
I filmen Terminator har The Terminator blivit sänd av det onda datorsystemet Skynet från 2010-talet till 1980-talet för att mörda Sarah Connor innan hon blir gravid med sin son John Connor, som kommer att bli ledare för människornas motstånd mot Skynet. Den framtida John Connor sänder sin soldat Kyle Reese till samma tid och plats för att skydda Sarah.
I Terminator 2 har människorna skickat en Terminator till John Connors barndom, för att rädda honom från den onda T-1000.
I Terminator 3 kommer en tredje Terminator för att rädda den vuxne Connor från T-X. Denna Terminator avslöjar också att en T-800 kommer döda Connor i framtiden.
I Terminator Salvation, som utspelas efter Domedagen, masstillverkar Skynet T-800 i Cyberdynes fabrik. En av dem attackerar Connor.

## Kyle Reese
Kyle Reese är en rollfigur i Terminator-filmerna. I filmen Terminator sänds Kyle Reese från framtiden till 1980-talet för att skydda Sarah Connor från den onda roboten Terminator, så att hon kan bli mor till den framtida motståndsmannen John Connor.

### Bakgrund
Kyle Reese har samlag med Sarah Connor, och blir far till John, men dödas av Terminator.

### Filmerna
Den fjärde filmen, Terminator Salvation, handlar om hur John Connor finner Kyle Reese.

## Sarah Connor
Sarah J. Connor är en rollfigur och hjälte i filmerna Terminator och Terminator 2, där hon spelas av den amerikanska skådespelaren Linda Hamilton. Hon finns också med i TV-serien Terminator: The Sarah Connor Chronicles.

### Bakgrund
Sarah Connor är mor till John Connor, som blir ledare för människornas motståndsstyrka mot Skynet. I Terminator 3 och följande filmer har Sarah Connor dött av leukemi.

## John Connor
John Connor är en fiktiv figur och en av huvudpersonerna i Terminator-serien.

### Bakgrund
Han är son till Sarah Connor. I filmen Terminator har det onda datornätverket Skynet skickat roboten The Terminator från framtiden för att mörda hans mor innan han föds, eftersom John i framtiden blir ledare för människornas motståndsstyrka. Människorna har skickat Kyle Reese tillbaka för att skydda Sarah. Kyle har samlag med Sarah och blir Johns far.

### Filmerna
I Terminator 2 är John tio år och lever i en fosterfamilj efter att hans mor spärrats in på mentalsjukhus. En ny kopia av The Terminator anländer från framtiden samtidigt som den mer avancerade T-1000, båda för att söka upp John. Vid deras första möte visar det sig att Terminator är sänd av människorna för att skydda John från T-1000.
I Terminator 3 är John vuxen. I denna film möter han Terminator och T-X.
Terminator Salvation utspelar sig 2018, ett antal år efter domedagen. Som förutspått har han blivit motståndsledare.

## T-X
T-X är en rollfigur i filmen Terminator 3: Rise of the Machines, som spelas av Kristanna Loken.
T-X är en gynoid som Skynet sänder från framtiden för att mörda den framtida motståndsledaren John Connor och hans medhjälpare. Terminator sänds för att skydda John.

## T-1000
T-1000 är en artificiell intelligens som består av flytande metallvävnad. T-1000 spelas av Robert Patrick.